# Mardy Fish
Mardy Fish (n. 9 decembrie 1981, Edina⁠(d), Minnesota, SUA) este un jucător de tenis american, medaliat olimpic. A participat la o ediție a Jocurilor Olimpice (2004) în care a câștigat o medalie de argint.

## Participări
Lista de mai jos prezintă principalele competiții la care a participat Mardy Fish de-a lungul carierei.
- tennis at the 2004 Summer Olympics – men's singles[*]